# 東北民主連軍航空学校
東北民主連軍航空学校（とうほくみんしゅれんぐんこうくうがっこう）とは、1946年3月1日に設立された国共内戦期の八路軍の航空学校。第二次世界大戦終結後、大日本帝国陸軍の関東軍第2航空軍独立第101教育飛行団第4練成飛行隊長林弥一郎少佐を始めとする、隊員300名余りが教官となって八路軍のパイロットを養成した。

## 概要
1945年8月、中国共産党中央委員会は空軍創設のため東北部に航空学校を設立することを決定し、同年8月～9月にかけて、ソ連や中華民国空軍で航空技術を学んだ者、中国共産党中央党校、中央自然科学院、俄文学校などから引き抜いた30名余りを東北部に派遣した。
1945年10月、林弥一郎少佐は瀋陽の東北人民自治軍総部で林彪、彭真、伍修権から八路軍空軍設立を要求され、隊員の生活保障を条件として空軍設立に協力することを受け入れた。1946年1月1日に航空総隊が設立され、2月3日の通化事件では、林少佐や中華民国政府に協力しようとした飛行隊員は逮捕され、航空技術を持たないものは炭鉱送りとされた。2月5日、常乾坤に引率された航空幹部10名が通化に到着。3月1日、通化中学敷地内に東北民主連軍航空学校として正式に開校した。
東北民主連軍総司令部および総政治部より任命された開校時点の教員は以下の通り。
- 校長：朱瑞
- 政治委員：呉漑之
- 副校長：常乾坤（中国語版）（広東航校2期、ソ連空軍勤務）、白起（本名白景豊、元汪兆銘政権航空局主任[3]）
- 政治委員：黄乃一、願磊
- 政治部主任：白平
- 参議兼飛行主任教官：林保毅[4]（林弥一郎）
- 訓練処処長：何健生（広東空軍出身、元汪兆銘空軍参賛[3]）
- 教育長：蔡雲翔（本名周世仁、空軍官校10期、元汪兆銘空軍飛行教官[3]、1946年6月事故死[5]）
- 副教育長：蒋天然
- 校務処長：李連富
- 学生大隊長：劉風
- 政治委員：陳乃康
- 飛行科長：吉翔（元汪兆銘空軍飛行教官[3]、1946年6月事故死[5]）
- 修理廠長：陳静山
- 他教官：黒田正義、平忠雄、綱川正夫、長谷川正、佐藤靖夫、筒井重雄、新海寛、中西隆、御前喜九三、川村孝一、西亜夫

東北民主連軍航空学校では練習機として一式戦闘機、四式戦闘機、九九式高等練習機、P-51、零戦三二型などを使用していた。日本人に対する人事や指導は日本人八路軍人の杉本一夫が行った。
4月、牡丹江市に移転。5月、校長が常乾坤に、副校長が王弼になる。
同月、劉風、王璉ら12名で飛行教官訓練班が組まれ、日本人教官、蔡雲翔、吉飛（吉翔）から訓練を受ける。1940年以後、延安は飛行技術を維持できる環境でなかったため、劉風、呉愷、魏堅、王璉、張成中、謝挺揚、許景煌、欧陽翼の8名は6年以上操縦しておらず、飛行技術は鈍っていた。のち1947年頭までに事故などで3名が離任し、代わって14名が新疆から編入される。1946年6月に吉翔、その1年後に蔡雲翔が事故で死亡すると、飛行教官は全員日本人となった。
10月、東安に飛機修理廠、機械廠、材料廠を設置。11月、東安に移転。1947年2月、機務処（処長：蒋天然）を設立、三廠を管轄させる。1948年1月、東北人民解放軍航空学校に改称。3月、機務処と工廠を除き牡丹江市に戻る。同年冬、遼瀋戦役終結により長春市に移転。また、機務処は瀋陽に移転して東北航空総廠となり、6工廠と機材総庫を管轄した。
1949年5月、中国人民解放軍航空学校に改称。中華人民共和国建国（10月1日）後の同年末、更に6ヶ所の航空学校が開校され、中国人民解放軍第七航空学校に改編された。

## 卒業生

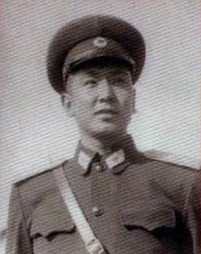
王海

日本人教官のもとでパイロット126名、整備士322名を始めとする560名の航空技術幹部が輩出された。
飛行教員訓練班（1946年5月入学、1947年6月卒業、21名卒業）
- 劉風、呉愷（呉凱とも）、魏堅、王璉（1947年春北朝鮮帰国）、張成中、謝挺揚、許景煌（1946年6月、飛行事故の負傷により転出）、欧陽翼（1946年転出）、張華、于飛、顧青、秦傳家、張華
- 1947年頭に新疆より編入[5]:方子翼（中国語版）、夏伯勲、袁彬、呂黎平、陳熙、劉忠恵、方華、方槐（中国語版）、安志敏（中国語版）、趙群、胡志昆、黎明、張毅、李奎

飛行第1期甲班（23歳以上対象、1946年7月入学、1948年9月卒業、12名卒業）
- 呉元任、龍定燎、阮済舟、李熙川、姚峻、張鳳岐、吉世堂、孟進、張建華、劉耀西、瞿満緒、于希和

飛行第1期乙班（22歳以下対象、1947年5月入学、1948年9月卒業、31名卒業）
- 孟力、劉玉堤（中国語版）（空軍中将、北京軍区空軍司令。朝鮮戦争で8機撃墜[12]）、張積慧、林虎、馬杰三、李漢（中国語版）、李永寛、韓明陽、華竜毅（中国語版）ほか[5]

飛行第1期丙班（のち飛行第2期に改称、機械班より選抜、1948年4月入学、1949年8月卒業、16名卒業）
- 王海（空軍上将、中国空軍司令官[13]。朝鮮戦争で9機撃墜[10]。）、鄒炎（中国語版）、候書軍（中国語版）ほか[5]

飛行第3期（1949年4月入学、1949年11月卒業、46名卒業）
- 呉光裕、林積貴、李文模

領航第1期（機械班より選抜、1947年4月入学、1949年3月卒業、24名卒業）
- 王衛（中途退出）、夏炎、韓定平、施諦ほか

気象第1期（1948年10月入学、1949年6月卒業、12名卒業）
儀表第1期（1948年10月入学、1949年9月卒業、6名卒業）
機械第1期（1946年2月入学、1948年4月卒業、40名卒業）
機械第2期（1946年11月入学、1948年4月卒業、57名卒業）
機械第3期（1948年6月入学、1949年5月卒業、125名卒業）
機械第4期（1948年6月入学、1949年5月卒業、83名卒業）
通信第1期（1948年10月入学、1949年8月卒業、9名卒業）
場站第1期（1947年9月入学、1947年9月卒業、8名卒業）
場站第2期（1948年3月入学、1949年5月卒業、30名卒業）
参謀班（1949年7月入学、1949年9月卒業、23名卒業）